# Kalendarium historii Zambii
Kalendarium historii Zambii – uporządkowany chronologicznie, począwszy od czasów najdawniejszych aż do współczesności, wykaz dat i wydarzeń z historii Zambii.

## Czasy przed niepodległością

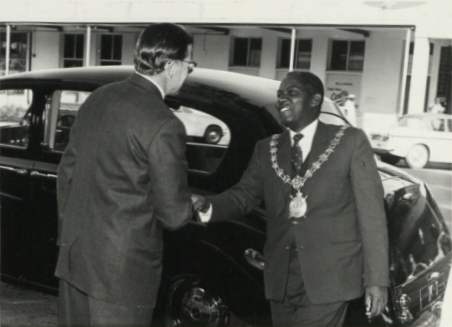
Twórca niepodległej Zambii, Kenneth Kaunda

- VI w. – zaczął się napływ ludów Bantu[1]
- XIX w. – na terenie Zambii powstały dwa stabilne twory państwowe – państwo Barotse (na zachodzie) i Bemba (na południowym zachodzie)[1]
- 1835 – w Zambii osiedlił się zuluski lud Nguni[1]
- II połowa XIX w. – tereny Zambii zaczęły być stopniowo penetrowane przez europejskich misjonarzy, handlarzy i odkrywców. Jednym z odkrywców był Brytyjczyk David Livingstone[1]
- 1888 – Cecil Rhodes uzyskał od miejscowych władców przywileje do eksploatacji złóż mineralnych[1]
- 1902 – Zambia znalazła się pod zarządem Brytyjskiej Kompanii Afryki Południowej, którą kierował Rhodes[1]
- 1953–1963 – okres przynależenia Zambii do Federacji Rodezji i Niasy w której największe wpływy posiadali biali z Rodezji Południowej – mniejszościowe rządy budziły silne niezadowolenie czarnych mieszkańców kraju[1]
- 31 grudnia 1963 – Północna Rodezja uzyskała szeroką autonomię[1]
- 24 października 1964 – proklamowano niepodległość[1]

## Niepodległa Zambia
- 1965 – prezydentem został dotychczasowy premier Kenneth Kaunda[1]
- 1972 – rząd dokonał zmian konstytucyjnych na mocy których Zambia stała się państwem jednopartyjnym[1]
- 1975 – Zambia wraz z Tanzanią, Mozambikiem i Angolą dołączyła do koalicji państw frontowych Afryki Południowej[1]
- 1976 – prezydent ogłosił socjalistyczną koncepcję „komunokracji”[1]
- 1990 – doszło do nieudanego wojskowego zamachu stanu oraz powstał Ruch na rzecz Demokracji Wielopartyjnej. Kaunda przeprowadził demokratyzacje kraju a w grudniu tego samego roku zrezygnował z systemu jednopartyjnego[1]
- 1991 – wybory wygrała opozycja, zaś prezydentem został przywódca związkowy Frederick Chiluba z Ruchu na rzecz Demokracji Wielopartyjnej, Kaunda został z kolei liderem opozycji parlamentarnej[1]
- 1996 – rząd wprowadził nową konstytucję[1]
- 1996 – rząd odsunął większość działaczy opozycyjnych od możliwości startowania w wyborach[1]
- 1996 – wybory parlamentarne wygrał Ruch na Rzecz Wielopartyjnej Demokracji[1]
- 1996 – wybory prezydenckie wygrał Frederick Chiluba[1]
- 2011 – prezydentem został Michael Sata[2]
- 29 października 2014 – zmarł urzędujący prezydent Michael Sata. Na mocy zambijskiego prawa jego obowiązki do czasu rozpisania nowych wyborów na początku 2015 roku przejął wiceprezydent Guy Scott[3]